# 9. gardijska brigada "Vukovi"
9. gardijska brigada "Vukovi" stvorena je iz postrojbi koje su tijekom 1991. – 1992. godine obranile Liku i zaustavile neprijateljsko nadiranje prema "kralježnici Hrvatske". Bile su to 118. i 133. brigada HV-a, a dio gardista došao je iz ostalih krajeva Hrvatske. Brigada je službeno zaživjela 1. studenog 1992. godine kao 6. gardijska brigada. Prvi zapovjednik bio je general - bojnik Mirko Norac. 

## Povijest
Nedugo po osnutku, brigadu već u siječnju 1993. god. očekuju prve veće zadaće u akciji Operacija Maslenica gdje ovladava pravcem Rovanjska - Jasenice - Tulove grede. Bez gubitaka, u rekordnom vremenu, ovaj pravac je zapravo pokazatelj da je protivnik za takmaca dobio respektabilnu vojnu silu u svim njenim segmentima. Za odličan rad tijekom akcije general zbora Janko Bobetko je zasebno pohvalio oklopnu bojnu 6. gbr. Po povratku brigadu čekaju dnevni okršaji s četnicima duž cijele bojišnice od Gospića do Otočca. Unatoč stalnom angažiranju na crti bojišnice, od skupine dragovoljaca 9. gbr. srastava u modernu postrojbu osposobljenu za izvršavanje najsloženijih zadaća. 
To se ubrzo i pokazalo u operaciji Medački džep, 9. rujna 1993. god. kada je konačno otklonjena izravna opasnost za opstanak Gospića i okolnih mjesta, što je i bio krajnji cilj četnika od prvih ratnih dana. Povijest je zapisala da Divoselo, Čitluk i okolna mjesta nikada nisu priznavali hrvatsku državu i vlast, te su uvijek važila kao svojevrsni simboli srpstva u srcu Hrvatske.  
U svega nekoliko sati skršen je otpor četnika u području koje je obuhvaćalo potez od Divosela, paralelno s Velebitom do visine mjesta Medak, što je iznosilo cca 7 km dubine. U ovoj akciji sudjelovali su svi dijelovi 133. brigade te specijalne postrojbe MUP-a Hrvatske, dok je glavni nositelj udara bila 9. gbr. 
Ako je suditi po tadašnjim reakcijama pobunjeničkih medija, slom Medačkog džepa imao je, osim vojnog, snažan psihički efekt od kojeg se tzv. "krajina" nikada nije oporavila. Novo iskušenje postrojbe došlo je 5. ožujka 1994. god. kada su četnici napali i zauzeli dominantnu kotu na Ljubovu zvanu Repetitor i time zapravo ostvarili pretpostavke za ovladavanjem Ličkog polja.
Istoga dana kada je 9. gbr. priskočila u pomoć pričuvnim postrojbama HV na tom terenu, neprijatelj se morao povući uz znatne gubitke tako da više nikada nije uspio ovladati tim područjem. Velika važnost ove akcije vidi se iz podatka da je pobunjenički lider Martić osobno došao na Ljubovo kako bi podigao moral svojim rasutim četničkim skupinama.
Po zapovijedi Ministarstva obrane RH 84. gardijska bojna, 9. ožujka 1995. godine prelazi u ustrojbenu strukturu 9 gbr., kao 2. pješačka bojna 9. gbr. Ta postrojba drži crtu obrane na Velebitu, a 24./25. srpnja. 1995. godine izmješta se, te sudjeluje u operacije "Ljeto - 95" za koju dobiva pismenu pohvalu Predsjednika RH  dr. Franje Tuđmana i ministra obrane RH Gojka Šuška.
Akcija "Oluja" svakako je kruna rada 9. gardijske brigade. Prvog dana akcije 4. kolovoza 1995. godine snage su naišle na iznimno jak otpor četnika, ali se uspijeva izbiti na komunikaciju Lički Osik - Bunić. Dijelovi 9. gbr. ulaze u Bunić i desnim pravcem u Svračkovo selo 6. kolovoza. Toga dana sasvim je oslobođeno Krbavsko polje: Bunić - Krbava - Svračkovo Selo - Podlapača. 
Dana 7. kolovoza 9. gbr. oslobađa Udbinu, nastavlja u smjeru Donjeg Lapca u koji ulazi, te se sjedinjuje sa 118. domobranskom pukovnijom oko 17.00 sati, te izbija na državnu granicu prema BiH. Složen pravac u akciji "Oluja" imao je dio postrojbe koji je nakon ovladavanja neprijateljskih položaja na Velebitu dana 7. kolovoza izmješten na područje Gračaca. Nakon toga postrojba napreduje prema Srbu, te ovladava kanjonom rijeke Une uz suradnju s postrojbama 4. i 7. gbr. HV. Nakon akcije "Oluja" postrojbe 9. gbr. vrše smjene na južnom bojištu.  
Nakon uspješnog završetka akcije "Oluja" 9. gardijska brigada sudjeluje na učvršćenju državne granice sa susjednom BiH, a također je i dijelom bila angažirana na dubrovačkom području koncem 1995. godine i po potrebi 1996. i 1997. godine, da bi svojim prisustvom na navedenom području smekšala aspiracije Crne Gore i SRJ za poluotok Prevlaku.
Deveta gardijska brigada pretrpjela je i ljudske gubitke. 160 pripadnika postrojbe je ranjeno, a 56 je položilo živote za slobodu Hrvatske.
9. gbr. skrbi o njihovim obiteljima i dostojanstvo obilježava godišnjice pogibija svojim pripadnika.

## Postrojba danas
U procesu preustroja OSRH, 9. gardijska brigada "Vukovi", ukomponirana je u sastav 1. gardijske brigade "Tigrovi" koja je zajedno s 2. brigadom "Gromovi" i 4. brigadom "Pauci" postala dijelom novostvorene Gardijske motorizirane brigade. Naziv i simbole Vukova danas nosi 1. motorizirana bojna "Vukovi" Gardijske motorizirane brigade.

## Zanimljivosti
Brigada je izvorno nosila broj 6, odnosno, bila je 6. gardijskom brigadom. Šaljivu podudarnost se primijetilo tek tjedan dana kasnije. Naime, gardijska brigada iz Gospića je dobila isti broj, kojeg je imala i Titova 6. lička. Tako su šale o sličnostima i istovjetnostima Tuđmana i Tita dobile pojačanje time što je Tuđman, pored bijele zapovjedničke odore, Brijuna, i prije svega, time što je Zagorac i državni predsjednik, kao i Tito, "dobio i svoju 6. ličku." Nakon tjedan dana, brigadi je dodijeljen novi broj. (J. Bobetko, "Sve moje bitke").

## Vanjske poveznice
- Udruga ratnih veterana 9.gardijske brigade "Vukovi"  Arhivirana inačica izvorne stranice od 8. kolovoza 2012. (Wayback Machine)